# La Bonneville-sur-Iton
La Bonneville-sur-Iton is een gemeente in het Franse departement Eure (regio Normandië). De plaats maakt deel uit van het arrondissement Évreux. La Bonneville-sur-Iton telde op 1 januari 2022 2.045 inwoners.

## Geografie
De oppervlakte van La Bonneville-sur-Iton bedraagt 4 vierkante kilometer; de bevolkingsdichtheid is 511,3 inwoners per km² (per 1 januari 2019).

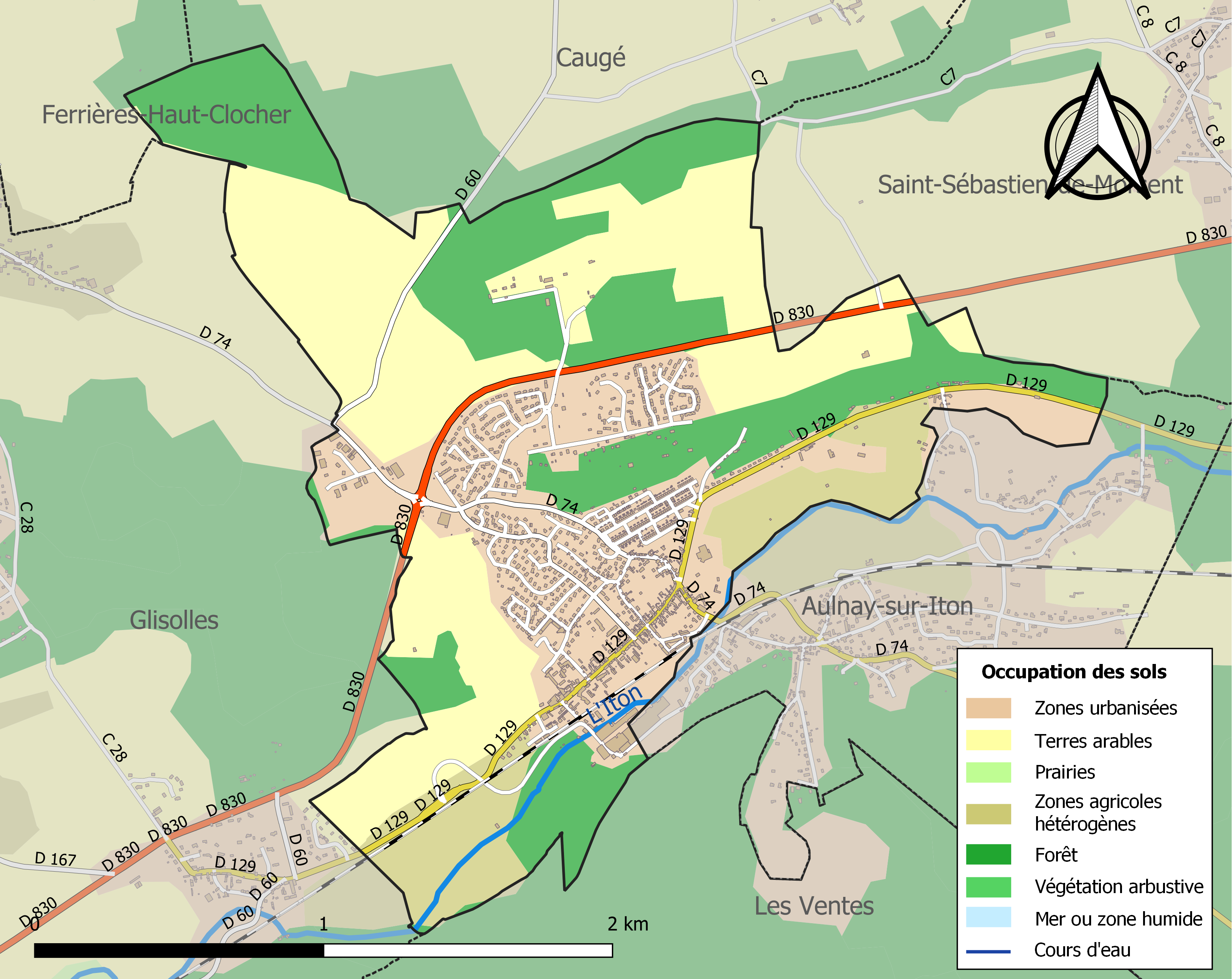
Kaart van de gemeente met belangrijkste infrastructuur, bodemgebruik en omliggende gemeenten

## Verkeer en vervoer
In de gemeente ligt spoorwegstation La Bonneville-sur-Iton.

## Demografie
Onderstaande figuur toont het verloop van het inwonertal (bron: INSEE-tellingen).